# 로스앤젤레스의 기
로스엔젤레스의 기는 초록색, 노란색, 빨간색의 세로 톱니 줄무늬로 된 바탕 중앙에 로스앤젤레스의 문장이 첨가된 형태의 기이다. 1931년에 로이 E. 사일런트(Roy E. Silent), E. S. 존스(E. S. Jones)가 로스앤젤레스 설립 150주년을 기념하기 위한 차원에서 디자인했다.
초록색은 올리브 나무, 노란색은 오렌지 과수원, 빨간색은 포도원을 뜻한다. 또한 노란색과 빨간색은 스페인을, 초록색과 빨간색은 멕시코를 뜻하기도 한다. 가운데에 그려진 문장에는 방패 주변에는 캘리포니아주에서 생산되는 3대 농산물인 포도, 올리브, 오렌지가 그려져 있다. 방패 안에는 다음과 같은 문양이 그려져 있다.
- 왼쪽 상단: 미국의 국기에서 유래된 문양
- 오른쪽 상단: 캘리포니아주의 기에서 유래된 문양
- 왼쪽 하단: 멕시코의 국장에서 유래된 문양
- 오른쪽 하단: 카스티야 왕국의 성 문양, 레온 왕국의 사자 문양

1980년 모스크바 하계 올림픽 폐막식에서 소련에 대한 보이콧을 표시한 미국이 차기 하계 올림픽(1984년 로스앤젤레스 하계 올림픽) 개최국의 기로 미국의 국기가 아닌 이 기를 게양하면서 세계적으로 알려졌다.